# Noorderkerkstraat (Paramaribo)
De Noorderkerkstraat is een straat in de historische binnenstad van Paramaribo. De straat ligt tussen de Henck Arronstraat en de Heerenstraat.

## Bouwwerken
In de straat stonden aan het begin van de 20e eeuw historische gebouwen, waarvan er een eeuw later geen enkele bewaard is gebleven. De straat begint tegenover De Surinaamsche Bank aan de Henck Arronstraat. Aan de rechterzijde bevinden zich zakenpanden, waaronder van de verzekeringsmaatschappij Fatum waarvan de oorspronkelijke oprichtingsdatum in Suriname dateert in 1877. Over de gehele linkerzijde bevindt zich de hoofdvestiging van EnergieBedrijven Suriname (EBS). Aan het uiteinde aan de Heerenstraat staat de Centrumkerk.

## Stadsbrand van 1821

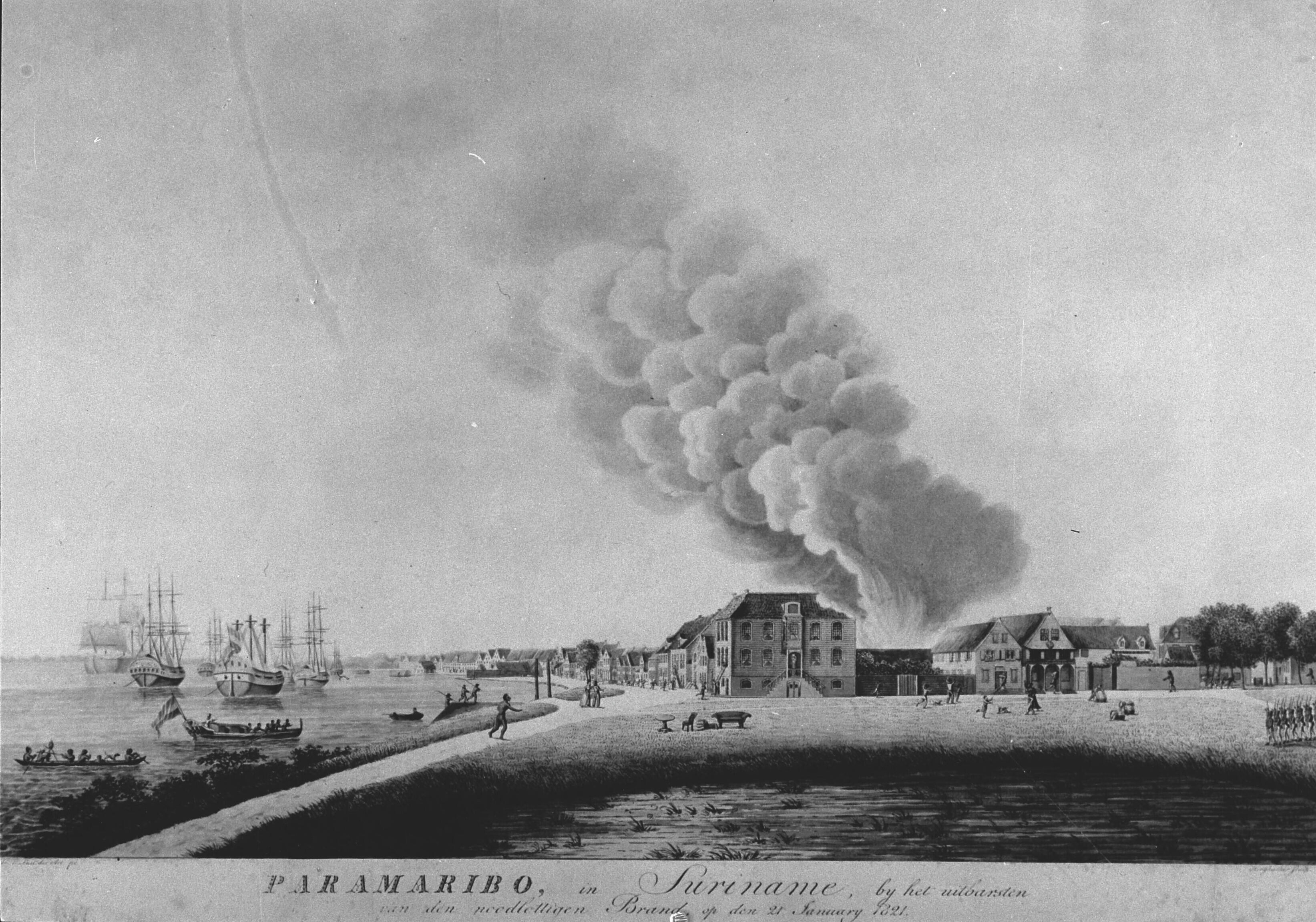
Prent van de stadsbrand van 1821

Op zondagmiddag 21 januari 1821 brak rond half twee brand uit in een huis op de hoek van het Gouvernementsplein en de Waterkant. De brand bleef vervolgens overslaan op andere huizen tot de brand de volgende dag om twaalf uur onder controle was. In tien straten, waaronder de Noorderkerkstraat, brandden alle huizen af. Andere straten werden zwaar getroffen.